# ناحیه واسا، شهرستان گودهو، مینه‌سوتا

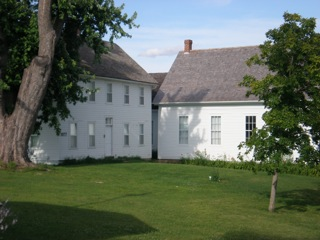
ناحیه واسا، شهرستان گودهو، مینه‌سوتا

ناحیه واسا، شهرستان گودهو، مینه‌سوتا (به انگلیسی: Vasa Township, Goodhue County, Minnesota) یک سکونتگاه مسکونی در ایالات متحده آمریکا است که در شهرستان گودهیو، مینه‌سوتا واقع شده‌است.

## خصوصیات
واسا تونشیپ ۱۰۶٫۶ کیلومترمربع مساحت و ۸۷۲ نفر جمعیت دارد و ۳۳۳ متر بالاتر از سطح دریا واقع شده‌است.